# Götaleden

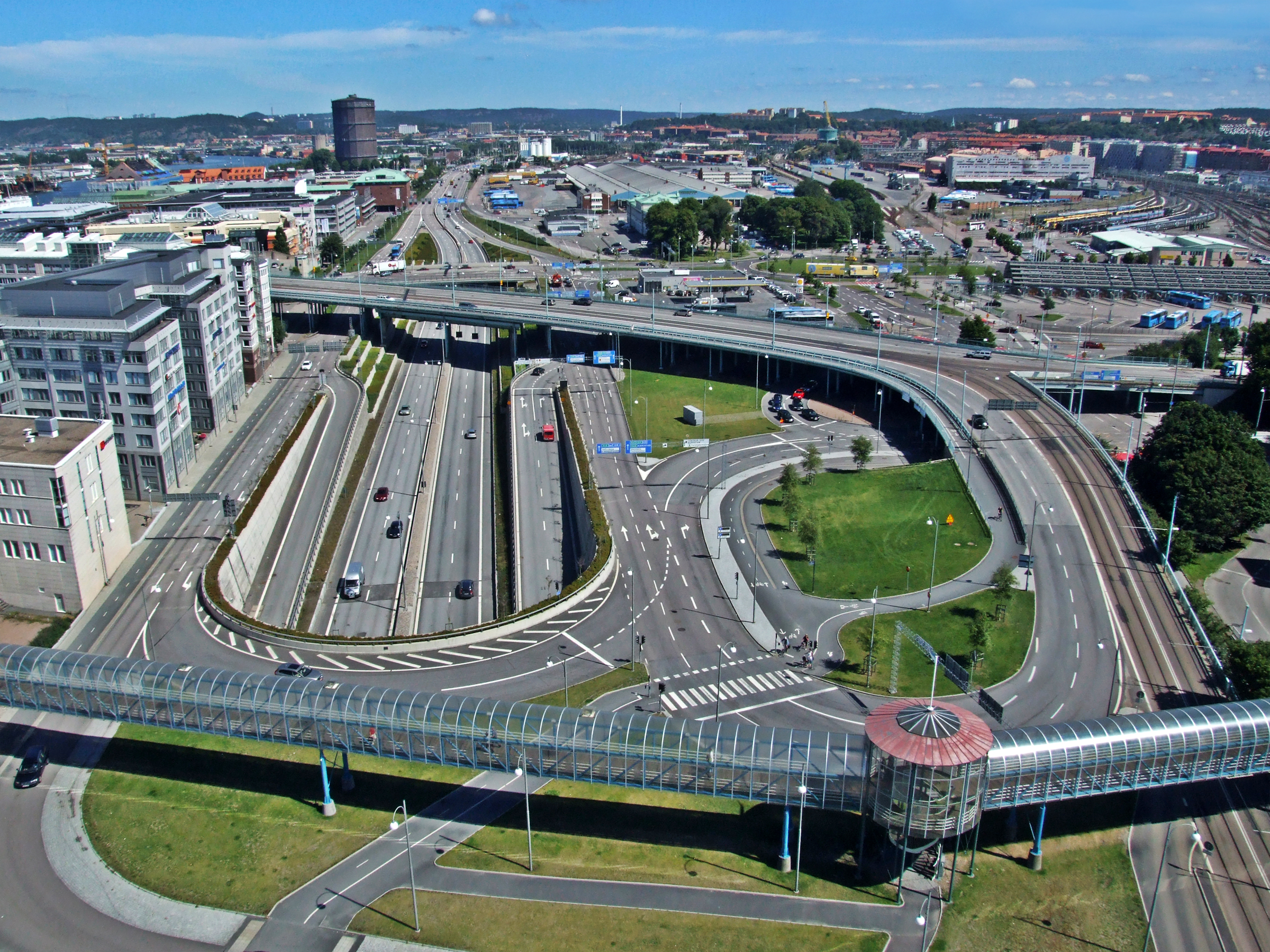
Tillfartsleder till Götatunneln från öster, augusti 2010.

Götaleden, är namnet på en sträckning av E45 genom centrala Göteborg som också innefattar Götatunneln. Götaleden är 3 kilometer lång, varav tunneln utgör 1,5 kilometer. 

## Historik
Götaleden var ursprungligen namnet på en projekterad stadsmotorväg för dåvarande E 3 i Göteborg som planerades i samband med Generalplan för Göteborgs City 1964-68 och då benämndes Stamleden. Stamleden skulle därefter mata på den planerade Ringleden.
Huvudtrafikledsnätet består av stamleder längs älven, leder över eller under älven, radiala leder — främst riks- och länsvägar samt ringleder. Fram till Tingstadstunnelns öppnande 1968 var dessa: Norra Stamleden som utgick från Torslanda flygfält och följde Torslandavägen, Bräckevägen, Stålhandskegatan, Neptunusgatan och den då redan utbyggda delen av E 6 norrut (Norgevägen). Södra Stamleden började i Älvsborg med Torgny Segerstedtsgatan, fortsatte i Oscarsgatan och Masthamnsgatan fram till trakten av Järntorget, där den delade sig i två grenar som gick längs cityområdet. Den norra grenen följde Skeppsbron, Sankt Eriksgatan och Mårten Krakowgatan förlängd till Gamlestadstorg och fortsatte öster om i Artillerigatan till Kviberg. Den södra grenen vek först av söderut, gick sedan mot öster genom Haga, längs Vasa- eller Engelbrektsgatan till trakten av Mölndalsån, där den vek av mot norr för att vid Viaduktplatsen övergå i Riddaregatan och Partillevägen (nuvarande E 20). Lederna över eller under älven förenade de båda stamlederna.
Leden skulle utgå från Gullbergsmotet vid E6 och Tingstadstunneln. Därifrån skulle den utgöras av Mårten Krakowgatan västerut förbi Lilla Bommen, längs Packhuskajen och Skeppsbron till Järntorget, där den skulle möta Oscarsleden.
Den första etappen byggdes 1971-1973. Den var bara några hundra meter lång och gick från Lilla Bommen på en viadukt över järnvägsspåret Södra hamnbanan västerut till Packhusplatsen. Sträckan tog en del av Sankt Eriksgatan i anspråk och gjorde att spårvägen (dåvarande linje 2) måste flyttas till Östra Hamngatan. Dessutom revs det gamla Länscellfängelset vid Lilla Bommen.
Mårten Krakowgatan byggdes om till fyrfilig väg med direkt övergång till Götaleden, men behåller alltjämt sitt namn.
Någon vidare utbyggnad blev aldrig av. Nedläggningen av södra hamnbanan några år senare gjorde viadukten onödig. Den revs på 1990-talet i samband med byggandet av Göteborgsoperan. Dess västra uppfart används nu som parkeringsplats, och trafiken går i markplanet.